# جوليان فيركواتيرين
جوليان فيركواتيرين هو لاعب كرة قدم بلجيكي في مركز نصف الجناح، ولد في 12 يناير 1993 في بلجيكا. لعب مع ليرس ونادي فيسترلو ونادي نيس.

## وصلات خارجية
- جوليان فيركواتيرين على موقع قاعدة بيانات كرة القدم.إي يو (الإنجليزية)
- جوليان فيركواتيرين على موقع Soccerway.com (الإنجليزية)
- جوليان فيركواتيرين على موقع AS.com (الإسبانية)